# Denali (drag queen)
Denali Foxx (o simplemente Denali) es el nombre artístico de Cordero Matthew Zuckerman (nacido el 1 de abril de 1992), una artista drag, patinadora sobre hielo, y coreógrafa estadounidense conocida por competir en la decimotercera temporada de RuPaul's Drag Race.

## Primeros años
Nació siendo hijo de Jeffrey Alan Zuckerman y Jo Ann Hernandez el 1 de abril de 1992, en Fairbanks, Alaska, Zuckerman fue criado por padres de ascendencia mexicana. Zuckerman se graduó de la Universidad de Utah en 2013 con una licenciatura en lengua y literatura española y menor con literatura comparada y coreano.

## Carrera
Zuckerman es doble medallista de oro en la categoría de movimientos y estilo libre del patinaje artístico estadounidense y entrenador certificado por la PSA. Ha patinado con Cirque du Soleil, SeaWorld y Royal Caribbean Productions y ha coreografiado para las patinadoras artísticas del Team USA Mariah Bell, Amber Glenn y Ashley Cain-Gribble / Timothy LeDuc.
Denali compitió en la decimotercera temporada de RuPaul's Drag Race. Fue la primera concursante de Alaska y la primera en competir en patines de hielo. Durante el programa, eliminó a Kahmora Hall de la competencia después de un lip sync de "100% Pure Love" de Crystal Waters, interpretó a un bot ruso en "Social Media: The Unverified Rusical", y impersonifico a Jonathan Van Ness durante el Snatch Game. Fue eliminada de la temporada tras el desafío de cambio de imagen después de un lip sync contra Olivia Lux, finalizando en octavo lugar.

## Vida personal
Zuckerman vive en Chicago, desde 2021. Tiene un cinturón negro de tercer grado en artes marciales.
En 2017, Zuckerman fue arrestado por intoxicación pública y posesión de una sustancia controlada mientras actuaba en el Cirque du Soleil.

## Discografía
| Título                      | Año  | Notas                                                              |
| --------------------------- | ---- | ------------------------------------------------------------------ |
| "Phenomenon (Cast Version)" | 2021 | Con RuPaul junto con el elenco de RuPaul's Drag Race, temporada 13 |

## Filmografía

### Televisión
| Año  | Título                                                  | Papel                      | Notas             | Ref    |
| ---- | ------------------------------------------------------- | -------------------------- | ----------------- | ------ |
| 2021 | RuPaul's Drag Race                                      | Concursante (octavo lugar) | temporada 13      |        |
| 2021 | RuPaul's Drag Race: Untucked                            | Concursante (octavo lugar) | temporada 13      |        |
| 2021 | RuPaul's Drag Race: Corona Can't Keep a Good Queen Down | Ella misma                 | Especial autónomo | [ 17 ] |

### Series web
| Año  | Título             | Papel      | Notas             | Ref    |
| ---- | ------------------ | ---------- | ----------------- | ------ |
| 2020 | Meet the Queens    | Ella misma | Especial autónomo | [ 18 ] |
| 2021 | Ruvealing the Look | Ella misma | Invitada          | [ 19 ] |
| 2021 | Whatcha Packin'    | Ella misma | Invitada          | [ 20 ] |
| 2021 | The X Change Rate  | Ella misma | Invitada          | [ 21 ] |
| 2022 | Out of the Closet  | Ella misma | Invitada          | [ 22 ] |

### Vídeos musicales
| Canción                        | Año  | Ref    |
| ------------------------------ | ---- | ------ |
| "When I Grow Up (Ice Version)" | 2021 | [ 23 ] |
| "Shackles (Praise You)"        | 2021 | [ 24 ] |
| "Telepatía"                    | 2021 | [ 25 ] |
| "Diva Duets"                   | 2021 | [ 26 ] |
| "El Diablo"                    | 2021 | [ 27 ] |

## Premios y nominaciones
| Año  | Organización  | Categoría       | Trabajo    | Resultados | Ref.   |
| ---- | ------------- | --------------- | ---------- | ---------- | ------ |
| 2022 | The Queerties | Future All-Star | Ella misma | Ganadora   | [ 28 ] |